# Рамирес Пералес, Хуан де Диос
Хуан де Диос Рамирес Пералес (исп. Juan de Dios Ramírez Perales; родился 8 марта 1969 года в Мехико, Мексика) — мексиканский футболист, защитник. Известен по выступлениям за УНАМ Пумас, «Атланте» и сборную Мексики. Участник чемпионата мира 1994 года.

## Клубная карьера
Пералес начал карьеру в клубе УНАМ Пумас. В 1988 году он дебютировал за команду в мексиканской Примере. В 1991 году Рамирес помог «пумам» выиграть чемпионат Мексики. Этот трофей стал для Пералеса единственным на клубном уровне. После Чемпионата мира он перешёл в «Монтеррей», но играл не регулярно, поэтому по окончании сезона покинул команду. Новым клубом Рамиреса стал «Торос Неса». В 1996 году он перешёл в «Атланте», где стал одним из столпов обороны и лидеров клуба. За команду из Канкуна Пералес провел более 100 матчей. В 2000 году он примкнул к «Гвадалахаре», но из-за высокой конкуренции и отсутствия игровой пракатики покинул команду в по окончании сезона и вернулся в родной «Пумас». Поиграв за команду полгода Пералес поиграл немного за «Ирапуато» и «Веракрус». В 2002 году он завершил карьеру футболиста.

## Международная карьера
В 1991 году Пералес дебютировал за сборную Мексики. В 1993 году он стал серебряным призёром Кубка Америки в составе национальной команды. В том же году Рамирес завоевал Золотой кубок КОНКАКАФ. На турнире он сыграл в матчах против сборных Канады, США, Коста-Рики, Ямайки и Мартиники.
В 1994 году Пералес попал в заявку национальной команды на участие в Чемпионате мира в США. На турнире он сыграл в поединках против сборных Болгарии, Ирландии, Италии и Норвегии. В 1995 году Рамирес принял участие в Кубке Америки.

## Достижения
Командные
 УНАМ Пумас
- Чемпионат Мексики по футболу — 1991

Международные
 Мексика
- Золотой кубок КОНКАКАФ — 1993
- Кубок Америки по футболу — 1993